# Carlo Gobbo
Carlo Gobbo (Aosta, 27 maggio 1944) è un telecronista sportivo italiano, che ha commentato dapprima per Raisport e in seguito, dopo l'uscita dalla Rai per raggiunti limiti di età, per Eurosport.
È stata la prima voce ufficiale dello sci alpino della RAI dal 1996 al 2008; prima di lui, telecronisti di sci in RAI erano stati Alberto Nicolello, Guido Oddo, Alfredo Pigna, Furio Focolari e, per il settore femminile, Ivana Vaccari.
Ha esordito come telecronista alle Olimpiadi di Albertville nel 1992, affiancato da Piero Gros. Nel 1993 ha seguito insieme a Giacomo Santini e Franco Bragagna i Mondiali di sci nordico di Falun.
In piena epopea Tomba diventa seconda voce dello sci alpino targato RAI e dalla stagione 1996-1997 diventa la prima voce ufficiale affiancato nel commento tecnico da Paolo De Chiesa.
È stato anche commentatore RAI delle gare di sci alpinismo.
La stagione della Coppa del Mondo di sci 2008-2009 è stata la prima senza la voce di Carlo Gobbo in telecronaca: raggiunta l'età della pensione viene infatti sostituito in RAI da Davide Labate nelle gare maschili e da Davide Novelli (successivamente sostituito da Enrico Cattaneo) in quelle femminili.
Nel 2009 diviene telecronista del canale Eurosport, sostituendo Dario Puppo.
È presidente del Panathlon club du Val d'Aoste.